# Teoria d'Olduvai
La teoria d'Olduvai és una hipòtesi que prediu el declivi de la civilització, tornant a una cultura pròpia de la prehistòria com la que va sorgir a la Gorja d'Olduvai, de la qual agafa el nom aquesta teoria formulada per Richard C. Duncan. Calcula que el progrés tecnològic es detindrà el 2030 i començarà la involució per manca d'energia disponible. Alguns han vist en aquest escenari hipòtetic una amenaça que suposaria l'extinció de la humanitat o la seva reducció dràstica, un panorama propi de la distopia literària i cinematogràfica.

## Idees bàsiques
Els arguments en què es basa són que el creixement en la producció d'energia es va estancar cap als anys 70, a diferència del seu consum, especialment la dependència del petroli, mentre que la població ha continuat creixent. La impossibilitat de mantenir el consum vigent portarà a canvis en els modes de vida, que repercutiran en la demografia i la cultura fins a tornar a un estil més proper a les societats caçadores i recol·lectores. Afirma que el petroli ha permès un superàvit de benestar però que la Terra no pot suportar raonablement més de 2.000 milions d'humans en les condicions actuals i, per tant, es produirà una reducció brusca del nombre d'habitants en un període breu.
En veure el dèficit de petroli les nacions més avançades, segons ells liderades pels Estats Units com a superpotència, tornaran a utilitzar altres fonts d'energia, com el carbó, i es veuran sotmeses a un augment de la pressió de la immigració provinent d'indrets on no es faci una adequada transició energètica, pressió que augmentarà la demanda d'energia i accelerarà el cicle de declivi (afirma que els nord-americans ja comencen a tirar del carbó però que és un fet que no es publicita per no anar contra l'ecologisme dominant).
Les nacions pressionades patiran inseguretat, per la qual cosa augmentarà el desig de control policial i creixerà l'amenaça de guerres, incloent una possible Tercera Guerra Mundial que, en usar armes nuclears, contaminaria la terra cultivable, que desapareixerà progressivament, portant a la crisi el sistema monetari, sense valor de canvi per la manca de matèries primeres.

## Crítiques
Els seus detractors critiquen que algunes xifres sobre consum energètic no es basen en fonts fiables i que no té en compte la possible substitució per energies renovables, com el petroli va substituir al carbó. A més a més, no es descarta la possibilitat de trobar nous jaciments encara no explotats que allargarien el cicle energètic vigent.
També argumenten que posa el petroli en una posició privilegiada sense considerar un estil de vida menys consumista, i el lliga a fenòmens com la immigració per les seves idees conservadores, favorables al tancament de fronteres. Autors com Peter Lindemann o Jacque Fresco veuen en la Teoria d'Olduvai una possible conspiració per alarmar l'opinió pública en una època de moviments poblacionals o fins i tot per frenar el dret al desenvolupament de països empobrits amb l'argument que no hi ha recursos per a tothom.